# レイランド レトリバー
レイランド レトリバー（Leyland Retriever）は、第二次世界大戦期にイギリスのレイランド社で開発され、イギリス軍およびイギリス連邦軍で運用された、6×4輪駆動の軍用トラックである。

## 概要
レイランド レトリバーは、第二次世界大戦期にイギリスのレイランド社で開発され、大戦を通じてイギリス軍およびイギリス連邦軍で運用された、積載量3t（60CWT）クラスの6×4輪駆動のキャブオーバー型トラックである。1930年代の設計で、1939年頃から量産が始まり、大戦中に6,542両が生産された。イギリスではレイランド レトリバーの他にも、同じクラスの6×4輪駆動の軍用3トントラックとして、クロスリー・モータース社の"クロスリー IGL8"、ガイ・モータース社の"ガイ FBAX"、ソーニクロフト社の"ソーニクロフト ターター"、キャリア（Karrier）社の"Karrier CK6"などが同時期に併行して生産されていた。
レイランド レトリバーの初期型のキャブは、キャンバス製の屋根とサイドドアを持ち、フロントウィンドウが無い状態であったが、後期には完全なフロントウィンドウ、金属製のドア、キャンバス製の屋根を持つ、より近代的な構造となった。汎用のカーゴトラック型の他、ガントリークレーンを装備したガントリートラック型、パネルバン型、ポンツーンブリッジの展開に使用されるブリッジ・エレクター型、サーチライト搭載型など、いくつかの派生型が開発されている。
"モンティ"の愛称で知られるイギリス軍の指揮官モントゴメリー将軍は、第二次世界大戦中、レイランド レトリバーのパネルバン型を自身の指揮車両として使用していた。この車両は(非公式に)、"モンティーズキャラバン"（Monty's Caravan）と呼ばれ、現在もイギリスのダックスフォード帝国戦争博物館に展示されている。
また、レイランド Type-C "Beaver-Eel" と呼ばれる、レイランド レトリバーを改造した装甲車が開発されている。この車両はキャブ部分まで完全に装甲板で覆われており、元車両の面影はほとんど無いが、前方にキャブ、後方に荷台があるという構造はトラック型と変わっていない。荷台部分には防盾を備えたイスパノ・スイザ HS.404 20mm機関砲、あるいはルイス軽機関銃が装備され、自走式対空砲として使用された。

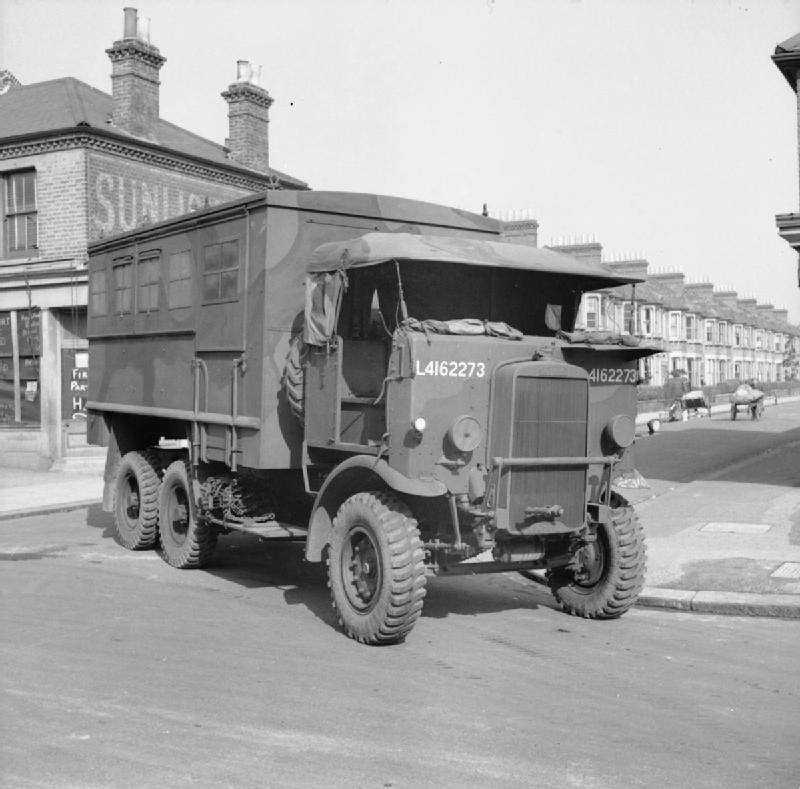
レイランド レトリバー（初期型）。フロントウィンドウが無く、開放式の運転台になっている。
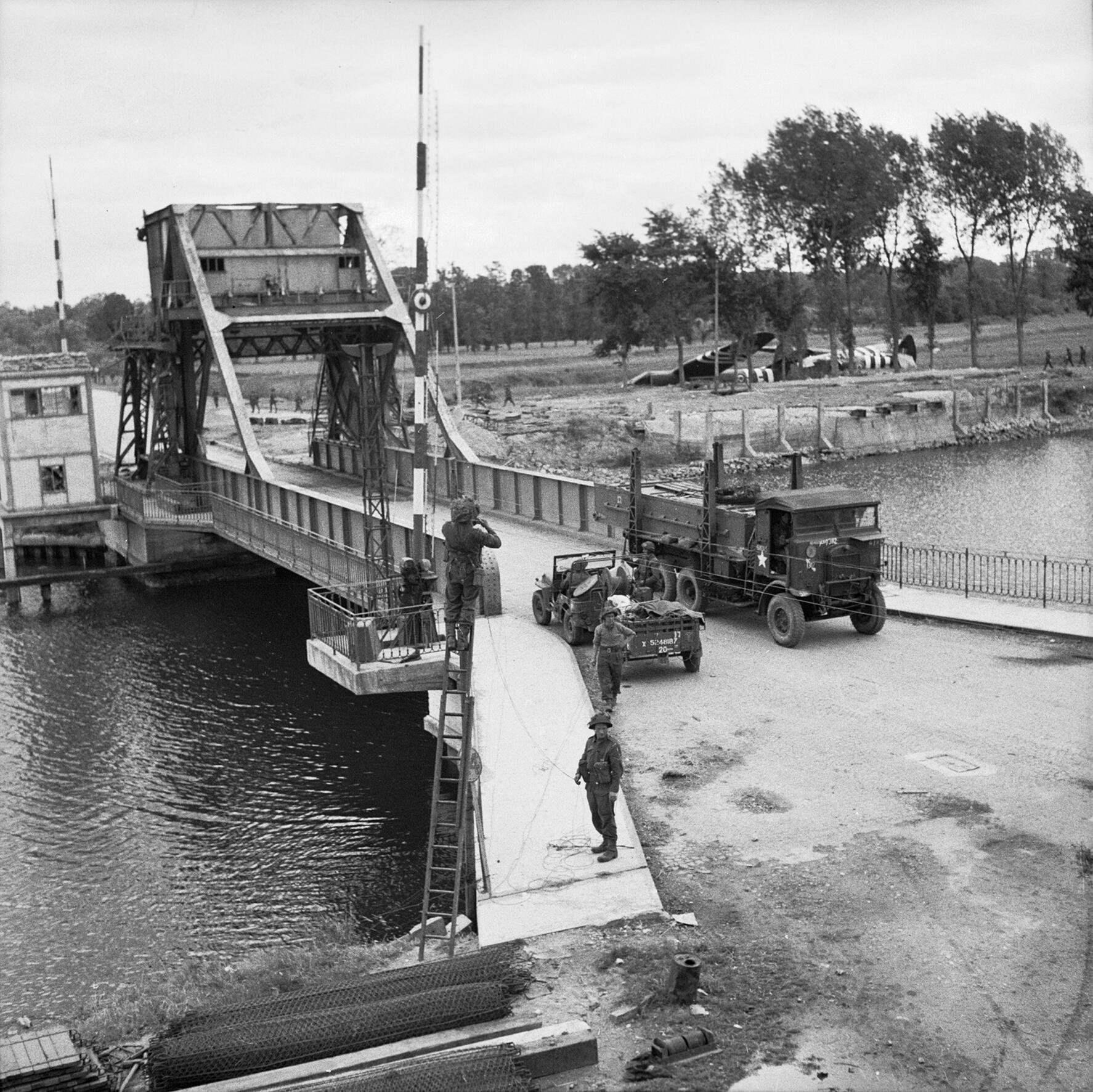
ポンツーンブリッジを搭載したレイランド レトリバー。1944年、フランス国内。

## 使用国
- イギリス
- カナダ
- オーストラリア